# الکس بائنا
آلخاندرو الکس بائنا رودریگز (به اسپانیایی: Alejandro Álex Baena Rodríguez)؛ زادهٔ ۲۰ ژوئیهٔ ۲۰۰۱) بازیکن فوتبال اهل اسپانیا است که در پست هافبک هجومی برای باشگاه اتلتیکو مادرید و تیم ملی اسپانیا بازی می‌کند.
وی همچنین در تیم‌های ملی فوتبال زیر ۱۶ سال اسپانیا، زیر ۱۷ سال اسپانیا، زیر ۱۸ سال اسپانیا، زیر ۱۹ سال اسپانیا، و زیر ۲۰ سال اسپانیا بازی کرده‌است.